# Rayners Lane (métro de Londres)
Rayners Lane (en anglais : Rayners Lane tube station, ou Rayners Lane Underground station), est une station des lignes Metropolitan et Piccadilly du métro de Londres, en zone 5 Travelcard. Elle est située sur l'Alexandra Avenue à Rayners Lane dans le borough londonien de Harrow, sur le territoire du Grand Londres.

## À proximité
- Rayners Lane
- Le  Zoroastrian Centre, anciennement le cinéma Ace Cinema, avec sa façade Art déco.